# Marie Španělská
Marie Španělská (španělsky María de Austria y Portugal, německy Maria von Spanien, 21. června 1528, Madrid, Španělsko – 26. února 1603, Villa Monte), ve španělské historii známá spíše jako císařovna Marie Rakouská – Emperatriz María de Austria. Marie byla nejstarší dcerou císaře Karla V. a jeho manželky Isabely Portugalské. Byla manželkou císaře Svaté říše římské Maxmiliána II. a královnou českou, uherskou, chorvatskou a slavonskou.

## Život

### Původ
Marie se narodila v roce 1528 v Madridu jako dcera císaře římského a krále španělského Karla V. a jeho ženy portugalské infantky Isabely. Byla vychována v duchu přísného katolicismu a pod vlivem osudové předurčenosti Habsburků stát v čele křesťanstva.

### Předsvatební vyjednávání
Od počátku čtyřicátých let byl předpokládán sňatek Marie s arcivévodou Maxmiliánem II., i když se jistý čas uvažovalo o francouzském následníkovi trůnu Jindřichovi. K definitivní dohodě došlo mezi oběma bratry a zároveň otci snoubenců Karlem V. a králem Ferdinandem na zasedání říšského sněmu v Augsburgu počátkem roku 1548. Tam bylo také vyhlášeno zasnoubení jejich dětí. Přestože byli velmi blízkými příbuznými, bratrancem a sestřenicí, církev jim udělila povolení ke sňatku. To pak mělo neblahé následky především na jejich nejstaršího syna Rudolfa.
Maxmilián II. od mládí projevoval sympatie k nekatolickému vyznání. Jeho otec Ferdinand předpokládal, že jeho sňatek s přísně katolicky vychovanou španělskou infantkou Marií, přivede Maxmiliána opět ke katolické víře.

### Manželka Maxmiliána
Marie, císařská princezna a infantka španělská, se tak stala manželkou svého vlastního bratrance, budoucího císaře, českého a uherského krále Maxmiliána II., syna císaře Ferdinanda I. a královny Anny. Svatba se konala ve španělském Valladolidu v polovině září roku 1548 a ženich Maxmilián se ke sňatku osobně dostavil.
Po sňatku se arcivévoda Maxmilián stal španělským místodržícím a tuto funkci na španělském dvoře vykonával téměř dva roky. Roku 1550 došlo mezi císařem Karlem a jeho otcem k roztržce, která způsobila jeho odvolání do Vídně. Marie zůstala s dcerou Annou ve Španělsku. Již v roce 1551 se pro ni Maxmilián vydal s doprovodem českých šlechticů, kteří zůstali v Itálii, a on se vydal lodí do Madridu. Po několika měsících se opět těhotná Marie a Maxmilián dostali zpět do Vídně.
Tato dlouhá cesta měla významný dopad na české šlechtice, kteří se seznámili nejenom s životem v Itálii, ale také s příslušnicemi významných španělských rodů. Někteří je dokonce pojali za manželky. Mezi nejvýznamnější patřil sňatek Vratislava z Pernštejna s Marií Manrique de Lara. Jejich dcera Polyxena pak významně zasáhla do dějin českých zemí.

### Česká královna
Po smrti svého otce Ferdinanda I. v roce 1564 se manžel Marie Maxmilián stal císařem římským, králem českým a uherským. Českou královnou byla Marie korunována již v září 1562. Během manželství pobývala Marie v Praze velmi zřídka, jejím domovem byla Vídeň. Po smrti svého manžela v roce 1576 se však přestěhovala na Pražský hrad. Žila tam se svou dcerou Alžbětou, která byla také vdovou. Obě se podílely na stavebních úpravách hradu a financovaly výstavbu kaple sv. Vojtěcha. Na Pražském hradě pobývala Marie pět let. Pak se ale dostala do vážných sporů se svým synem Rudolfem.

### Zpět ve Španělsku
Z Prahy odjela Marie roku 1581 i se svou nejoddanější dcerou princeznou Markétou za doprovodu své dvorní dámy Johany z Pernštejna. Do Madridu dorazily o rok později. Útočiště nalezly v klášteře Descalzas Reales na Villa Monte v Madridu, který založila o deset let dříve Mariina mladší sestra, portugalská královna Jana. Ten se stal pro obě domovem a Marie tam byla šťastná. Vyjádřila to slovy, že je opravdu šťastná, že může žít v „zemi bez kacířů“. Až do své smrti v roce 1603 vedla Marie klidný život a do politiky již nezasahovala. Přesto zemřela roztrpčená a osamělá, neboť byla zklamána chováním svých španělských příbuzných k ní.
Císařovna Marie byla známá patronka španělského skladatele Tomáse Luise de Victoriy, který u příležitosti jejího pohřbu napsal Requiem považované za jeho možná nejlepší skladbu.

## Potomci
Manželství Marie a Maxmiliána bylo šťastné a velmi plodné. Z manželství, uzavřeného v roce 1548 a trvajícího do roku 1576, vzešlo 16 potomků. Marie byla radikální katoličkou a často nesouhlasila s názory svého tolerantnějšího manžela. Své děti se snažila vychovávat v přísné katolické víře, i když tím často vyvolávala neshody se svým mužem. Velký vliv měla na své syny, budoucí císaře Rudolfa a Matyáše. Na její nátlak byli oba odesláni na výchovu do Španělska, aby nenásledovali svého otce v jeho náboženské vlažnosti. Později tam byli odesláni i mladší synové Albrecht a Václav společně se svou sestrou Annou.

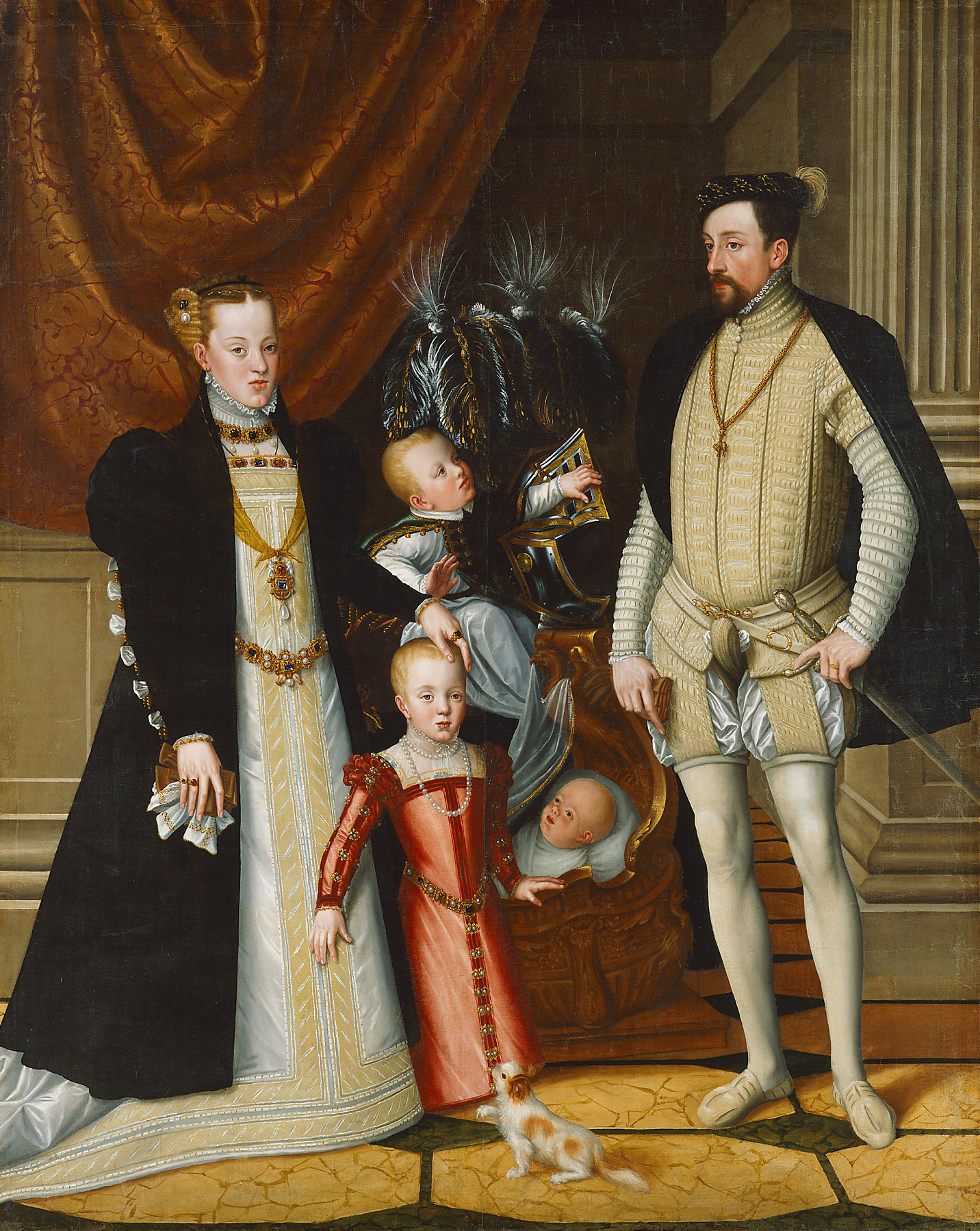
Marie s manželem a dětmi. Autorem obrazu je Giuseppe Arcimboldo.

Z manželství Marie a Maxmiliána se narodilo šestnáct potomků, ale jenom deset se dožilo dospělosti.
- Anna (2. listopadu 1549 – 26. října 1580), ⚭ 1570 Filip II. Španělský (21. května 1527 – 13. září 1598), král španělský, neapolský a sicilský, portugalský, chilský a vévoda burgundský a milánský
- Ferdinand (28. března 1551 – 16. června 1552), rakouský arcivévoda
- Rudolf (V.) II., (18. července 1552 – 20. ledna 1612), císař Svaté říše římské, český, uherský a chorvatský král a rakouský arcivévoda
- Arnošt (15. července 1553 – 12. února 1595), nizozemský místodržitel, svobodný a bezdětný
- Alžběta (5. července 1554 – 22. ledna 1592), ⚭ 1570 Karel IX. (27. června 1550 – 30. května 1574), francouzský král od roku 1560 až do své smrti
- Marie (27. července 1555 – 28. června 1556), rakouská arcivévodkyně
- Matyáš (24. února 1557 – 20. března 1619), císař Svaté říše římské, český, uherský a chorvatský král, moravský markrabě a rakouský arcivévoda, ⚭ 1611 Anna Tyrolská (4. října 1585 – 14. prosince 1618)
- syn (*/† 20. října 1557)
- Maxmilián (12. října 1558 – 2. listopadu 1618), velmistr řádu německých rytířů
- Albrecht (13. listopadu 1559 – 13. července 1621), arcibiskup toledský, portugalský vicekrál a nizozemský místodržitel ⚭ 1599 Isabela Klára Evženie (12. srpna 1566 – 1. prosince 1633), dcera španělského a portugalského krále Filipa II. (I.) a francouzské princezny Alžběty z Valois
- Václav (9. března 1561 – 22. září 1578), rakouský arcivévoda, velkopřevor řádu maltézských rytířů , svobodný a bezdětný
- Fridrich (21. června 1562 – 25. ledna 1563), rakouský arcivévoda
- Marie (*/† 1564), rakouská arcivévodkyně
- Karel (26. září 1565 – 23. května 1566), rakouský arcivévoda
- Markéta (25. ledna 1567 – 5. července 1633), jeptiška
- Eleonora (4. listopadu 1568 – 12. března 1580), rakouská arcivévodkyně

## Vývod z předků
|                 |                           |  |                       |                      |  |  |  |  |  |  |  | Fridrich III. Habsburský |
|                 |                           |  |                       |                      |  |  |  |  |  |  |  |                          |
|                 | Maxmilián I. Habsburský   |  |                       |                      |  |  |  |  |  |  |  |                          |
|                 |                           |  |                       |                      |  |  |  |  |  |  |  |                          |
|                 |                           |  |                       | Eleonora Portugalská |  |  |  |  |  |  |  |                          |
|                 |                           |  |                       |                      |  |  |  |  |  |  |  |                          |
|                 | Filip I. Kastilský        |  |                       |                      |  |  |  |  |  |  |  |                          |
|                 |                           |  |                       |                      |  |  |  |  |  |  |  |                          |
|                 |                           |  |                       | Karel Smělý          |  |  |  |  |  |  |  |                          |
|                 |                           |  |                       |                      |  |  |  |  |  |  |  |                          |
|                 | Marie Burgundská          |  |                       |                      |  |  |  |  |  |  |  |                          |
|                 |                           |  |                       |                      |  |  |  |  |  |  |  |                          |
|                 |                           |  |                       | Isabella Bourbonská  |  |  |  |  |  |  |  |                          |
|                 |                           |  |                       |                      |  |  |  |  |  |  |  |                          |
|                 | Karel V.                  |  |                       |                      |  |  |  |  |  |  |  |                          |
|                 |                           |  |                       |                      |  |  |  |  |  |  |  |                          |
|                 |                           |  |                       | Jan II. Aragonský    |  |  |  |  |  |  |  |                          |
|                 |                           |  |                       |                      |  |  |  |  |  |  |  |                          |
|                 | Ferdinand II. Aragonský   |  |                       |                      |  |  |  |  |  |  |  |                          |
|                 |                           |  |                       |                      |  |  |  |  |  |  |  |                          |
|                 |                           |  |                       | Jana Enríquezová     |  |  |  |  |  |  |  |                          |
|                 |                           |  |                       |                      |  |  |  |  |  |  |  |                          |
|                 | Jana I. Kastilská         |  |                       |                      |  |  |  |  |  |  |  |                          |
|                 |                           |  |                       |                      |  |  |  |  |  |  |  |                          |
|                 |                           |  |                       | Jan II. Kastilský    |  |  |  |  |  |  |  |                          |
|                 |                           |  |                       |                      |  |  |  |  |  |  |  |                          |
|                 | Isabela I. Kastilská      |  |                       |                      |  |  |  |  |  |  |  |                          |
|                 |                           |  |                       |                      |  |  |  |  |  |  |  |                          |
|                 |                           |  |                       | Isabela Portugalská  |  |  |  |  |  |  |  |                          |
|                 |                           |  |                       |                      |  |  |  |  |  |  |  |                          |
| Marie Španělská |                           |  |                       |                      |  |  |  |  |  |  |  |                          |
|                 |                           |  |                       |                      |  |  |  |  |  |  |  |                          |
|                 |                           |  | Eduard I. Portugalský |                      |  |  |  |  |  |  |  |                          |
|                 |                           |  |                       |                      |  |  |  |  |  |  |  |                          |
|                 | Ferdinand, vévoda z Viseu |  |                       |                      |  |  |  |  |  |  |  |                          |
|                 |                           |  |                       |                      |  |  |  |  |  |  |  |                          |
|                 |                           |  |                       | Eleonora Aragonská   |  |  |  |  |  |  |  |                          |
|                 |                           |  |                       |                      |  |  |  |  |  |  |  |                          |
|                 | Manuel I. Portugalský     |  |                       |                      |  |  |  |  |  |  |  |                          |
|                 |                           |  |                       |                      |  |  |  |  |  |  |  |                          |
|                 |                           |  |                       | Jan Portugalský      |  |  |  |  |  |  |  |                          |
|                 |                           |  |                       |                      |  |  |  |  |  |  |  |                          |
|                 | Beatrix Portugalská       |  |                       |                      |  |  |  |  |  |  |  |                          |
|                 |                           |  |                       |                      |  |  |  |  |  |  |  |                          |
|                 |                           |  |                       | Isabela z Braganzy   |  |  |  |  |  |  |  |                          |
|                 |                           |  |                       |                      |  |  |  |  |  |  |  |                          |
|                 | Isabela Portugalská       |  |                       |                      |  |  |  |  |  |  |  |                          |
|                 |                           |  |                       |                      |  |  |  |  |  |  |  |                          |
|                 |                           |  |                       | Jan II. Aragonský    |  |  |  |  |  |  |  |                          |
|                 |                           |  |                       |                      |  |  |  |  |  |  |  |                          |
|                 | Ferdinand II. Aragonský   |  |                       |                      |  |  |  |  |  |  |  |                          |
|                 |                           |  |                       |                      |  |  |  |  |  |  |  |                          |
|                 |                           |  |                       | Jana Enríquezová     |  |  |  |  |  |  |  |                          |
|                 |                           |  |                       |                      |  |  |  |  |  |  |  |                          |
|                 | Marie Aragonská           |  |                       |                      |  |  |  |  |  |  |  |                          |
|                 |                           |  |                       |                      |  |  |  |  |  |  |  |                          |
|                 |                           |  |                       | Jan II. Kastilský    |  |  |  |  |  |  |  |                          |
|                 |                           |  |                       |                      |  |  |  |  |  |  |  |                          |
|                 | Isabela I. Kastilská      |  |                       |                      |  |  |  |  |  |  |  |                          |
|                 |                           |  |                       |                      |  |  |  |  |  |  |  |                          |
|                 |                           |  |                       | Isabela Portugalská  |  |  |  |  |  |  |  |                          |
|                 |                           |  |                       |                      |  |  |  |  |  |  |  |                          |